# Pojama

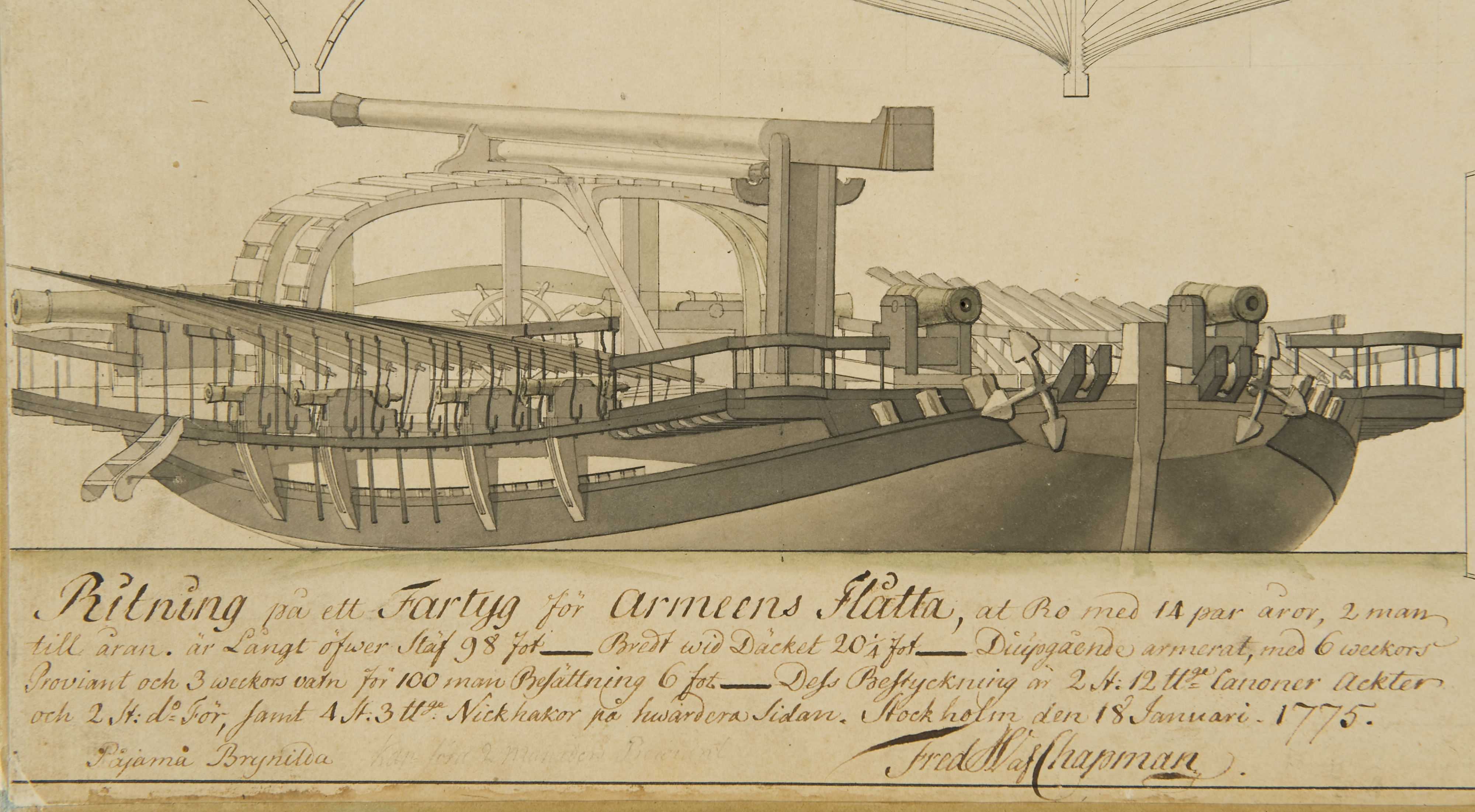
Detalj av ritning av pojaman Brynhilda. Tuschteckning av Fredrik Henrik af Chapman, 1775.

Fartyg av Pojama-typ med 4 kanoner. Konstruktions- och inredningsritning av Fredrik Henrik af Chapman

Pojama (av finska Pohjanmaa, Österbotten) var en fartygstyp som ingick i den svenska skärgårdsflottan. Den var utrustad med två master, hade ett däck, 14 årpar och 105 mans besättning. Längden var 23,8 m, bredden 5,5 m och djupgåendet var 1,8 meter. Bestyckningen bestod av två 12-pundiga kanoner och sexton 3-pundiga, samt tio nickhakar. Fördelen med pojaman var att den var grundgående och lättrodd. Totalt byggdes fyra fartyg.
Den har i senare litteratur grupperats med andra fartyg specialbyggda för användning i skärgård under namnet skärgårdsfregatt.

## Bakgrund

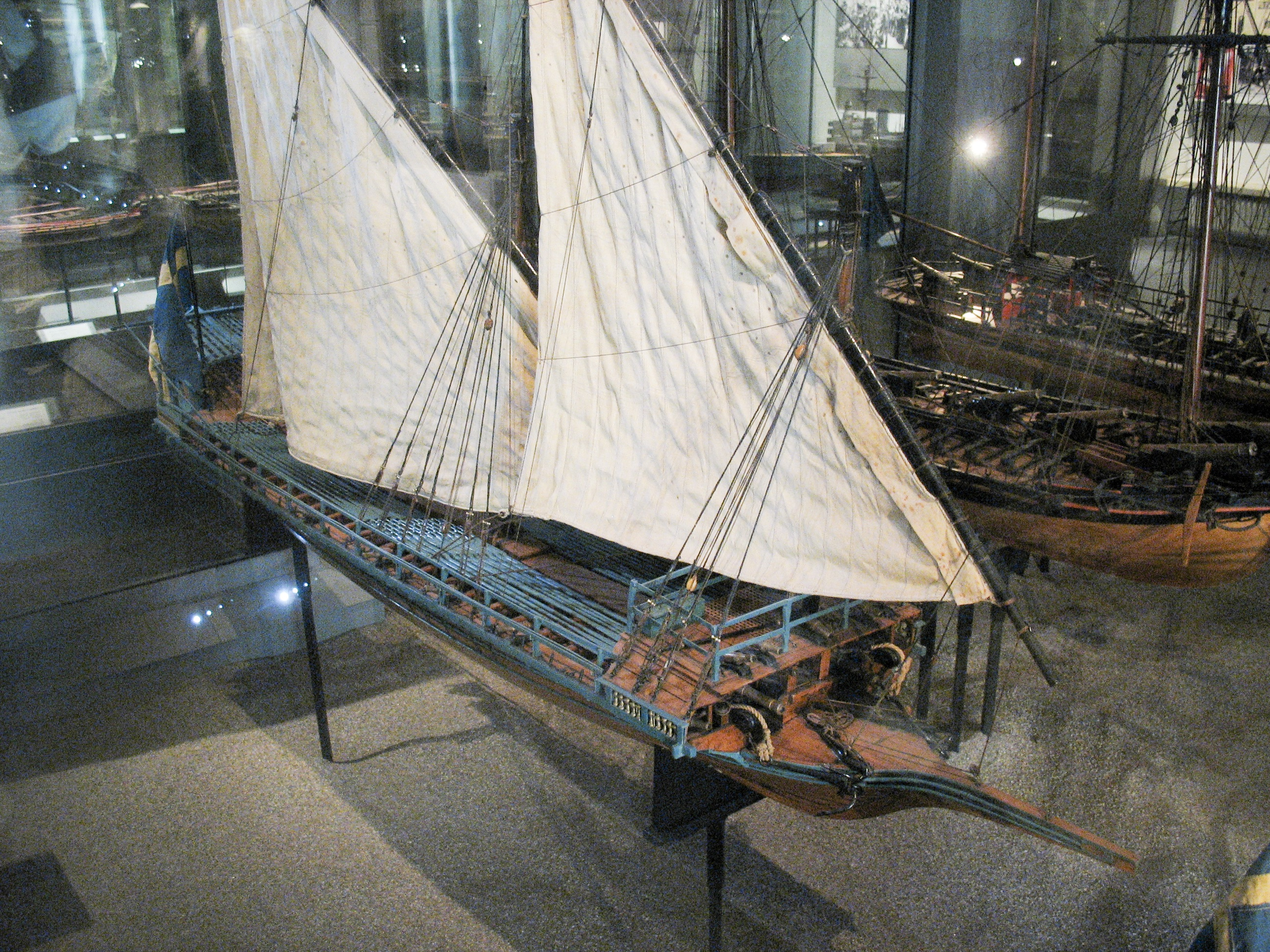
Samtida modell av en svensk galär från mitten av 1700-talet, den svenska kustflottans främsta vapen.

I början av 1700-talet etablerade sig Ryssland under Peter den store för första gången som en stormakt med inflytande i Östersjön och utmanade därmed Sveriges dominans i regionen. Vid den här tiden tillhörde hela Finland, stora delar av Baltikum och spridda områden i Nordtyskland Sverige, ett välde som hölls ihop av Östersjöns sjörutter.
Tsar Peter grundade 1703 Sankt Petersburg som ny huvudstad och framskriden flottbas. Under stora nordiska kriget (1700-1721) förlorade Sverige sina besittningar i Baltikum till Ryssland och utsattes för de så kallade rysshärjningarna längs östkusten. Ryska galärstyrkor färdades via den kedja av skärgårdar som gick från Bottenviken till Stockholms skärgård och utförde räder och brände ner städer och gårdar från Norrköping ända upp till Umeå. Härjningarna var en traumatisk upplevelsen som ledde till att man grundade kustflottiljer utrustade med grundgående fartyg. De tidigaste använde mindre varianter av det traditionella krigsfartyget från Medelhavet, galären. De flesta liknade galjoter och kompletterades med skottpråmar, flatbottnade båtar utrustade med en kanon. Det svenska nederlaget i kriget mot Ryssland 1741-43 och den begränsade inblandningen i Preussen under sjuårskriget visade på behovet av att ytterligare utöka kustflottan och att utveckla mer specialiserade fartyg.
Traditionella galärer var effektiva som trupptransportfartyg för amfibieoperationer, men hade svag beväpning, särskilt i relation till den stora bemanningen: en galär med en besättning på 250 man, varav nästan samtliga var roddare, hade vanligtvis bara en 24-punds kanon och två 6-pundare, samtliga i fören. De var odäckade och manskapet saknade skydd mot väder och vind, något som ledde till svåra förluster till sjukdomar under kriget 1741-43. Den svenska krigsmakten lade ner stora resurser på den nya skärgårdsflottan, en egen organisation som lydde under armén. När den grundades 1756 fick den namnet arméns flotta, men den åtnjöt en hög grad av självständighet och lockade till sig en social och kulturell elit som var under Gustav III:s beskydd efter att han stärkt sin makt som monark i en statskupp 1772.
Flera nya fartygstyper utvecklades av skeppsbyggaren Fredrik Henrik af Chapman för att öka den nya vapengrenens slagkraft, förse den med bättre försvarsmöjlighet och effektivare eldunderstöd vid amfibieoperationer. Arbetet ledde till utvecklingen av fyra nya fartygstyper som kombinerade rörligheten hos årdrivna galärer med segelfartygens överlägsna rigg och skydd för besättningen: udema, pojama, hemmema och turuma, uppkallade efter de historiska finska landskapen Uusimaa (Nyland), Pohjanmaa (Österbotten), Hämeenmaa (Tavastland) och området Turunmaa (Åboland). Samtliga fyra har senare kallats "skärgårdsfregatter", även om udeman och pojaman har fått beteckningen "skärgårdskorvetter".

## Konstruktion

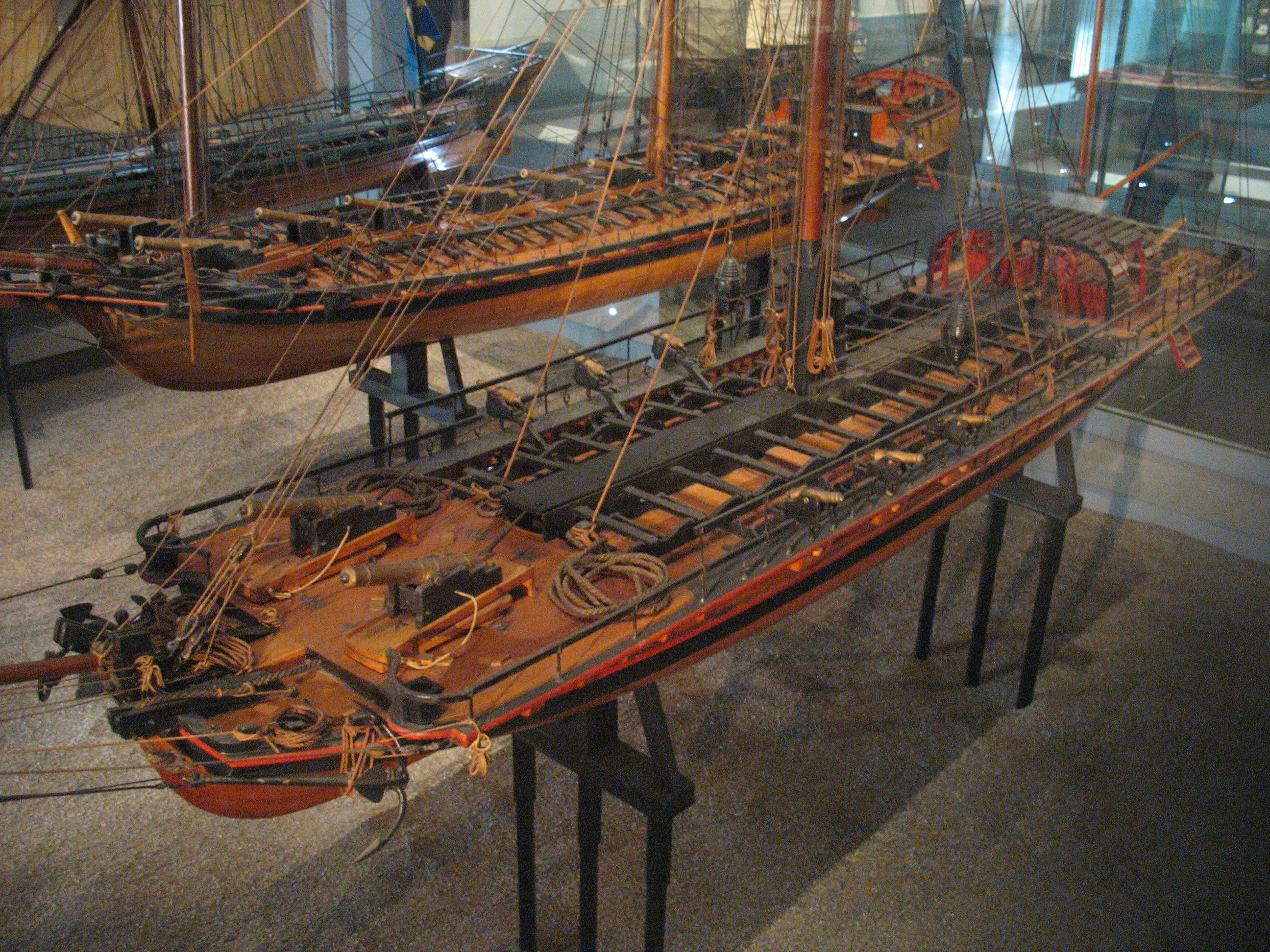
Samtida modell av pojaman Brynhilda (byggd 1776) på Sjöhistoriska museet i Stockholm. Modellen har skärgårdsflottans tretungade blåa flagga i aktern.

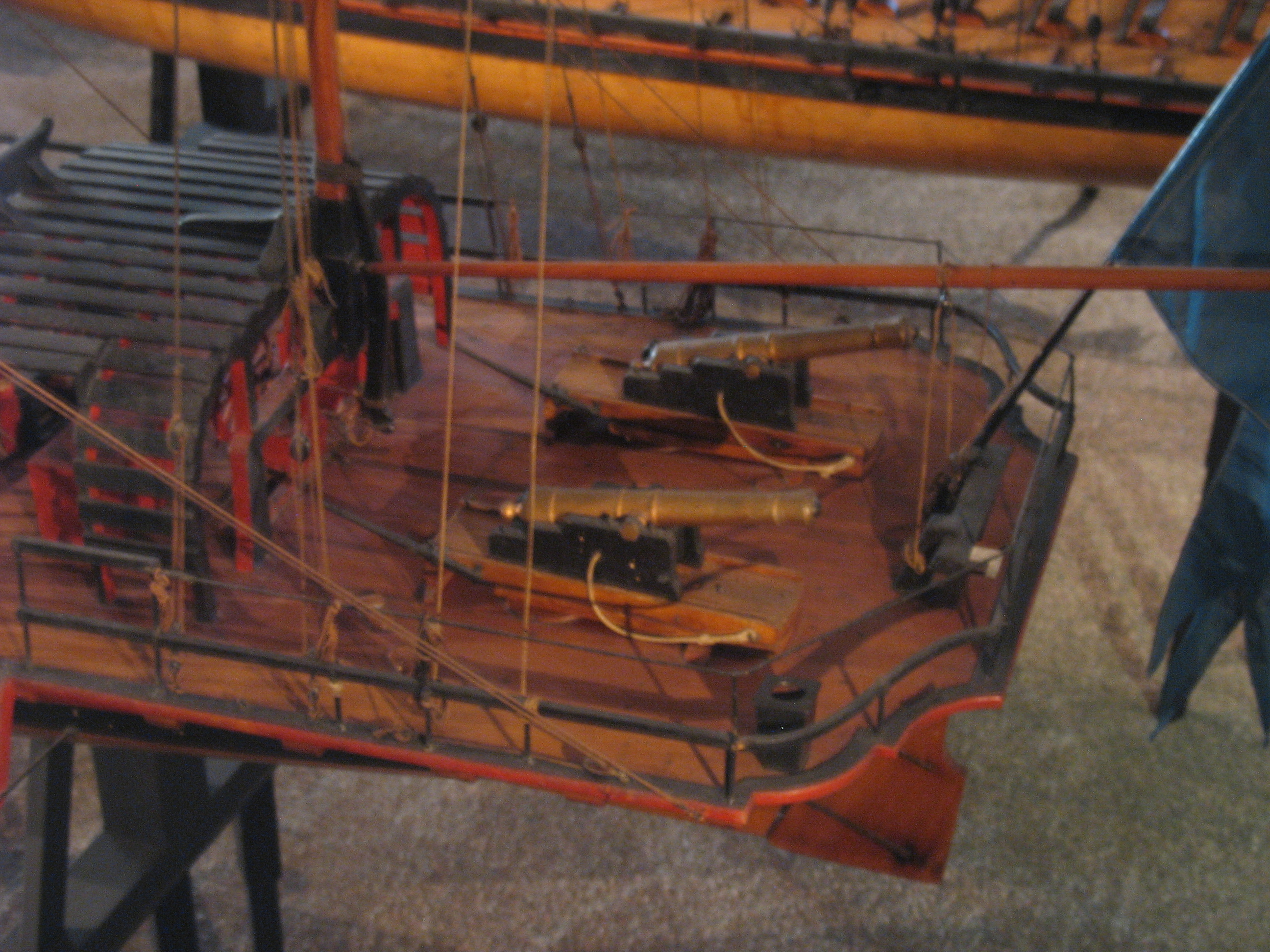
Närbild på aktern på modellen av Brynhilda.

Den första pojaman byggdes 1764, samma år som de större fartyg av typerna turuma och den tidigaste hemmeman. Det var ett fartyg med låg profil med två master som var riggad med två råsegel, ett loggertsegel, och tre stagsegel mellan bogsprötet och förmasten. Den första pojaman var 23,8 m lång, 5,5 m bred och hade ett djupgående på 1,8 m. De tre senare pojamafartygen som byggdes var mellan 20 och 27,6 m långa. Den var beväpnad med två par kanoner i för och akter (12- eller 24-pundare). Kanonerna kunde även skjutas in mot mitten av fartyget och vridas för att skjuta över sidorna, en manöver som dock var komplicerad och ansträngade. Den hade också 10 mickhakar längs relingarna för närstrid. För att göra den lättare att hantera i trånga skärgårdspassager var den utrustad med 14 par åror med årtullar monterade på utriggare.

## Tjänstgöring
Endast fyra pojamafartyg byggdes åt den svenska skärgårdsflottan och deras användningsområde var begränsat till rekognosering och för att leverera brådskande meddelanden. Pojamafartygen användes i begränsad utsträckning i skärgårdsflottans operationer under Gustav III:s ryska krig. En pojama deltog i det första slaget vid Svensksund i augusti 1789, en mindre rysk seger, men ingen i det andra slaget vid Svensksund 1790, Sveriges största seger till sjöss någonsin.
Som de skärgårdsflottan andra specialbyggda fartygstyper hade pojaman endast begränsade fördelar. Dess eldkraft var likvärdig eller något större än de större galärerna, men den var långsam vid rodd. Slaget vid Svensksund 1790 visade att de mindre kanonbåtarna och kanonsluparna var betydligt effektivare vid kustoperationer och hade i stort sett ersatt de större skärgårdsfregatterna till finska kriget 1808–1809, Sveriges sista stora krig då Finland förlorades till Ryssland.

## Fartyg
Sammanlagt fyra pojamafartyg byggdes och står nedan med byggår inom parentes.
- Gamla (1760)
- Disa (1764)
- Fröja (1764)
- Brynhilda (1776)